# Martin Kulhánek
Martin Kulhánek (* 18. listopadu 1973) je bývalý český fotbalista, útočník.

## Fotbalová kariéra
Hrál za SK Slavia Praha, FK Chmel Blšany, FK Švarc Benešov a FC Viktoria Plzeň. Kariéru končil v Německu. V 1. české lize nastoupil k 56 utkáním a dal 4 góly.

## Ligová bilance
| Ročník                          | Zápasy | Góly | Klub              |
| ------------------------------- | ------ | ---- | ----------------- |
| 1. česká fotbalová liga 1993/94 | 5      | 1    | SK Slavia Praha   |
| 1. česká fotbalová liga 1994/95 | 2      | 0    | SK Slavia Praha   |
| 1. česká fotbalová liga 1994/95 | 12     | 1    | FK Švarc Benešov  |
| 1. česká fotbalová liga 1995/96 | 27     | 2    | FC Viktoria Plzeň |
| 1. česká fotbalová liga 1996/97 | 10     | 0    | FC Viktoria Plzeň |
| CELKEM                          | 56     | 4    |                   |